# Фіга (округ Рімавска Собота)
Фіга (словац. Figa, угор. Gömörfüge) — село, громада в окрузі Рімавска Собота, Банськобистрицький край, Словаччина. Кадастрова площа громади — 9,20 км². Населення — 465 осіб (за оцінкою на 31 грудня 2017 р.).
Знаходиться за ~18 км на схід від адмінцентра округу міста Рімавска Собота.

## Історія
Перша згадка 1244 року або за іншими даними — 1294-го, як Fygey. Історичні назви: Felsewfygey (1409), Fige (1786), Figa (1920); угор. Füge.
На початку 19 століття, після злиття з Nižná Figa, село налічувало 70 будинків та 579 мешканців, які займалися сільським господарством.
1938–44 рр під окупацією Угорщини.
JRD створено 1952 року.

## Географія
Розташовано в середній частині Рімавської котловини в долині притоки Калоша.
Найвища точка — гора Дуртан (словац. ? Durtän, 273 м н.р.м., 48°23′56″ пн. ш. 20°13′18″ сх. д.).

## Населення
| Рік:            | 1994. | 2004.   | 2014.    | 2024.   |
| --------------- | ----- | ------- | -------- | ------- |
| Кількість осіб: | 372   | 379     | 423      | 421     |
| Різниця:        |       | +1,88 % | +11,60 % | -0,47 % |

| Рік:            | 2023. | 2024.   |
| --------------- | ----- | ------- |
| Кількість осіб: | 426   | 421     |
| Різниця:        |       | -1,17 % |